# 小行星12896
小行星12896（12896 Geoffroy）是一颗绕太阳运转的小行星，为主小行星带小行星。该小行星于1998年8月26日发现。

## 轨道参数
小行星12896的轨道半长轴为3.9547170 UA，离心率为0.291。